# Eric Burdon
Eric Victor Burdon (ur. 11 maja 1941 w Walker-on-Tyne w Anglii) – angielski muzyk, wokalista zespołu The Animals, a później grupy War.

## Życiorys

### Początki
Wcześnie zetknął się ze światem jazzu i bluesa. Jako 11-latek prywatnie rozmawiał z Louisem Armstrongiem i palił z nim marihuanę. Trzy lata później pomagał wejść do klubu zagubionemu bluesmanowi Big Billowi Broonzy'emu. W wieku 16 lat grał już w grupie jazzowej i dokonał pierwszych nagrań. Jeszcze jako nastolatek poznał Sonny’ego Boya Williamsona II i dokonał z nim kolejnych nagrań. Później zrobił takie wrażenie na Johnie Lee Hookerze, że za niego podpisywał zdjęcia fanom bluesmana. Jednak najmocniejszym przeżyciem dla niego był występ zelektryfikowanej grupy Muddy'ego Watersa w październiku 1958. Burdon był na tym koncercie ze swoim przyjacielem ze szkoły i zarazem perkusistą ich grupy The Pagan Jazzmen – Johnem Steelem. Koncert ten wpłynął na późniejsze brytyjskie grupy rockowe, które mocno się zelektryfikowały, grały głośno, ostro i dynamicznie.
W wieku 15 lat rozpoczął naukę w Clayton Road Art College, gdzie poznał Johna Steela. Założyli razem zespół jazzowy The Pagan Jazzmen. Wkrótce zaczęli grać bluesa i zmienili nazwę na The Pagans. Jako 15-latek zaręczył się z Doreen Caulker, którą uwiecznił później w utworze „For Miss Caulker”. Następnym zespołem Burtona i Steela był Kansas City Five, w którym pianistą był Alan Price. Podobno w tej grupie Burdon grał na puzonie.

### The Animals
Na początku lat 60. opuścił zespół i wyjechał z Newcastle do Londynu. Tam od czasu do czasu dołączał do grupy Blues Incorporated prekursora brytyjskiego bluesa Alexisa Kornera. We wrześniu 1963 powrócił do Newcastle i wstąpił do zespołu Alan Price Rhythm & Blues Combo, który w styczniu 1963 zmienił nazwę na The Animals, na cześć przywódcy gangu The Squatters zwanego Animal Hogg.
Liczne przeboje The Animals uczyniły z zespołu jednego z czołowych przedstawicieli brytyjskiego bluesa i rocka. Jednak zderzenie różnych osobowości muzyków i ich odmiennego podejścia do muzyki spowodowały, że po kilku zmianach personalnych grupa rozwiązała się 5 września 1966.

### Eric Burdon & The Animals
Po krótkiej przerwie Burdon wydał w kwietniu 1967 swój pierwszy solowy album Eric Was Here, który był firmowany przez Eric Burdon & The Animals. 7 września 1967 wziął ślub z modelką Angie King; rozwiedli się jednak po niecałych dwu latach. W tym czasie stworzył nowy zespół z brytyjskich muzyków, który działał głównie na zachodnim wybrzeżu USA. Ich debiut odbył się 20 października 1967. Grupa nagrała cztery albumy, które uczyniły z Eric Burdon & The Animals (od kwietnia 1968 Eric Burdon & The New Animals) jeden z głównych zespołów amerykańskiego rocka psychodelicznego. Wystąpili na pierwszym z wielkich festiwali rockowych znanym jako Monterey Pop Festival 16 i 17 czerwca 1967. Grupa rozwiązała się w grudniu 1968.

### Eric Burdon & War
Burdon poznał Duńczyka Lee Oscara, grającego na harmonijce ustnej, i wspólnie dołączali do różnych zespołów (m.in. Blues Image), ale ponieważ żaden im nie odpowiadał, szybko zaprzestali z nimi współpracy. Zniechęcony Eric postanowił powrócić do Wielkiej Brytanii, jednak producent Jerry Goldstein namówił go do pójścia do klubu „The Rag Doll”, w którym występował piosenkarz Deacon Jones z akompaniującą mu grupą The Nightshift. Pod koniec ich występu Eric i Lee dołączyli do zespołu i nawiązali taki kontakt, że utworzyli razem nową grupę, która była znana w świecie jako War. Niebywała sprawność techniczna muzyków i ich praktyczna znajomość różnych stylów muzycznych spowodowały, że War swobodnie łączył jazz, blues, rock, soul, rhythm and blues z elementami muzyki latynoskiej.
Zespół zadebiutował we wrześniu 1969 w San Bernardino w Kalifornii. Jam session z Eric Burdon & War był już ostatnim występem Jimiego Hendrixa. Początek 1971 przyniósł Burdonowi choroby: przeszedł zapalenie płuc, ataki astmy i przeżył śmierć Hendrixa, z którym był w wielkiej przyjaźni. Po podleczeniu się powrócił do Kalifornii już bez War, których zostawił w połowie tournée. Owocem ich współpracy były dwa albumy.

### Współpraca zJimmym Witherspoonemi Johnem Sterlingiem
Od lipca do września Burdon współpracował z wielkim jazzmanem i bluesmanem Jimmym Witherspoonem. Efektem ich współpracy był bluesowy album Guilty. Muzykami towarzyszącymi byli członkowie War i muzycy z zespołu gitarzysty Johna Sterlinga. Burdon grał już z nim od połowy 1971 w grupie Eric Burdon & John Sterling Group. Jednak pod koniec 1971 zespół działał jako Eric Burdon & Tovarish.
W 1972 zawarł swoje drugie małżeństwo, które przetrwało do 1978. W 1974 Burdonowi i Rose urodziła się córka.

### Eric Burdon Band
Z muzykami z Tovarish oraz z muzykami grupy Eric Burdon Band Eric nagrał album Stop i prawie równocześnie jako Eric Burdon Band – Sun Secrets. Były to ostre rockowe płyty bez zbytnich niuansów, pasujące doskonale do atmosfery tych lat, z powstającym ruchem no future, czyli punkami. Działalność EBB podsumował koncertowy album nagrany w 1976 w słynnym klubie Roxy.

### Reaktywacja The Animals
W 1976 byli członkowie The Animals reaktywowali zespół. Niesnaski pomiędzy muzykami, jak i ogólna, niesprzyjająca atmosfera (rozkwit punk rocka z jednej strony, a z drugiej – muzyki rozrywkowej disco) spowodowały, że po koncercie w prawie pustej sali w ich rodzinnym mieście Newcastle grupa ponownie się rozwiązała. Plonem ich działalności w tym okresie był album Before We Were So Rudely Interrupted (1977). W 1978 Burton po rozwodzie z Rose wpadł znowu w nałogi (narkotyki i alkohol). Udał się do Niemiec, gdzie nastało ponowne zainteresowanie bluesem.

### Lata 80.
Pod koniec lat 70. i na początku 80. kontynuował karierę solową. W Niemczech pracował m.in. z grupą Fire Department, z którą nagrał album Last Drive. W 1982 stworzył muzykę i grał główną rolę w filmie Comeback. 
W 1983 ponownie reaktywował się zespół The Animals. Tym razem w trakcie dwuletniego okresu koncertów ukazały się dwa albumy: Ark (1983) i Rip It to Shreds (1984).
Nastąpił kolejny zły okres Burdona, do czego przyczyniły się alkohol i narkotyki. W 1988 ukończył pisać autobiografię, która ukazała się pod tytułem I Used to Be an Animal, but I'm All Right Now. Prawie równocześnie na rynku pojawiła się biografia Erica The Last Poet: the Story of Eric Burdon napisana przez Jeffa Kenta.

### Lata 90. Robby Krieger, Brian Auger i Flying Eye.
Lata 90. to powrót Burdona do formy. Rozpoczął współpracę z Robbiem Kriegerem, byłym gitarzystą grupy The Doors. Ich wspólny zespół nosił nazwę Eric Burdon-Robbie Krieger Band.
W 1991 wspólnie z organistą Brianem Augerem utworzył grupę Eric Burdon/Brian Auger Band, która przetrwała do 1994 i wydała album Access All Areas (podwójny). 19 stycznia 1994 The Animals zostali wprowadzeni do Rock and Roll Hall of Fame. W tym samym roku wraz z dwoma muzykami z Eric Burdon/Brian Auger Band Eric utworzył zespół Flying Eye (1994-1998), który pozostawił po sobie dwie koncertowe płyty: The Official Live Bootleg – Vol. 1 i Vol. 2.. W 1998 zmienił nazwę zespołu na Eric Burdon & the New Animals (z legendarnym perkusistą Aynsleyem Dunbarem). Ich koncert z 17 października 1998 ukazał się na DVD.

### Lata 2000.
W XXI wieku Burdon prowadził czynną działalność artystyczną, dzieląc swój czas pomiędzy Eric Burdon Band (ukazuje się DVD z koncertu) i Eric Burdon & the New Animals.
Nie zaniedbywał także kariery solowej, która nabrała przyspieszenia po dwóch płytach: My Secret Life (2004) i Soul of a Man (2006)

## Dyskografia
Single i 'czwórki' (EP) (wg daty wydania i miejsce na listach przebojów w Wielkiej Brytanii i USA)
- 1. I Just Want to Make Love to You: I Just Want to Make Love to You/Boom Boom/Big Boss Man/Pretty Thing. EP – 10.1963
- 2. Baby Let Me Take You Home/Gonna Send You Back to Walker. 3.1964 (21, 57) (pierwszy singel The Animals)
- 3. The House of the Rising Sun/Talkin' 'Bout You. 6.1964 (1, 1)
- 4. I'm Crying/Take It Easy Baby. 9.1964 (8, 19)
- 5. Boom Boom/Blue Feeling. 11.1964 (43) (tylko w USA)
- 6. Don't Let Me Be Misunderstood/Club-A-Go-Go. 1.1965 (3, 15)
- 7. Bring It on Home to Me/For Miss Caulker. 4.1965 (7, 32)
- 8. We've Gotta Get Out of This Place/I Can't Believe It. 7.1965 (2,13)
- 9. It's My Life/I'm Gonna Change the World. 10.1965 (7, 23)
- 10. Inside Looking Out/Outcast. 2.1966 (12) (tylko w Wielkiej Brytanii)
- 11. Inside Looking Out/You're on My Mind. 2.1966 (34) (tylko w USA)
- 12. Don't Bring Me Down/Cheating. 6.1966 (6, 12)
- 13. See See Rider/She'll Return It. 12.1966 (10) (tylko w USA)
- 14. Help Me Girl/That Ain't Where It's At. 9.1966 Eric Burdon
- 15. When I Was Young/A Girl Named Sandoz. 5.1967 (15) Pierwszy singel Eric Burdon & the Animals
- 16. San Franciscan Nights/Good Times. 8.1967 (9)
- 17. Monterey/Ain't It So. 11.1967
- 18. Sky Pilot Pt 1/Sky Pilot Pt 2. 2.1968 (14)
- 19. Anything/It's All Meat. 3.1968
- 20. Monterey/Anything. 5.1968
- 21. White Houses/River Deep, Mountain High. 11.1968
- 22. Spill the Wine/Magic Mountain. 1970 (1?) Pierwszy singel Eric Burdon & War
- 23. They Can't Take Away Our Music/Home Cooking. 1970
- 24. Paint It Black/Spirit. 1971
- 25. Magic Mountain/Home Dream. (?)
- 26. The Real Me/Letter from the Country Farm (?). Eric Burdon Band

Albumy, CD
- 1. The Animals 10.1964 (6) (tylko w Wielkiej Brytanii) Pierwszy album The Animals
- 2. The Animals 9.1964 (7) (tylko w USA)
- 3. Animals on Tour 3.1965 (99) (tylko w USA)
- 4. Animal Tracks 5.1965 (6) (tylko w WB)
- 5. Animal Tracks 9.1965 (57) (tylko w USA)
- 6. Animalisms 6.1966 (4) (tylko w WB)
- 7. Animalization 8.1966 (20) (tylko w USA)
- 8. Animalism 11.1966 (30) (tylko w USA)
- 9. The Best of the Animals 1966 (tylko USA)
- 10. The Most of the Animals
- 11. Eric Is Here 4.1967 Eric Burdon
- 12. Winds of Change. 10.1967 Pierwszy album Eric Burdon & the Animals
- 13. The Twain Shall Meet. 5.1968
- 14. Every One of Us. 8.1968
- 15. Love Is. 12.1968 (podwójny)
- 16. Eric Burdon Declares War. 1.1970 Eric Burdon & War
- 17. The Black-Man’s Burdon. 6.1970 (podwójny)
- 18. Guilty. 9.1971 Eric Burdon & Jimmy Witherspoon
- 19. Stop. 1975 Eric Burdon Band
- 20. Sun Secrets. 6.1975
- 21. Survivor. 4.1977 Eric Burdon
- 22. Before We Were So Rudely Interrupted. 7.1977 The Animals (reaktywowani)
- 23. Darkness Darkness. 1980 Eric Burdon
- 24. The Last Drive. 1980 Eric Burdon & the Fire Department
- 25. Comeback. 1982 Eric Burdon (muzyka do filmu Comeback)
- 26. Ark. 7.1983 The Animals (reaktywowani)
- 27. Rip It to Shreds! 9.1984
- 28. Wicked Man. 1988 Eric Burdon
- 29. Acces All Areas. 1993 (podwójny) Eric Burdon/Brian Auger Band
- 30. The Official Live Bootleg – Vol. 1. 1997 Flying Eye
- 31. The Official Live Bootleg – Vol. 2. 1998
- 32. Lost Within the Halls of Fame. 2000 Eric Burdon
- 33. My Secret Life. 2004 Eric Burdon
- 34. Athens Traffic Live. 2005 Eric Burdon
- 35. Soul of a Man. 2006

Inne albumy, CD
- 1. Live at the Club a Gogo (sic!). 1992 The Animals
- 2. The Most of the Animals
- 3. The Complete Animals. 1990 (podwójny)
- 4. Inside Looking Out. The 1965-1966 Sessions. 1990
- 5. The Greatest Hits od Eric Burdon & the Animals 2. 1969 Eric Burdon & the Animals
- 6. Roadrunners! 1990 (nagrania studyjne i koncertowe)
- 7. The Best of Eric Burdon & the Animals. 1991
- 8. The Animals live at London 1967, Live at Concerthouse Stockholm January 18, 1968 (?)
- 9. Tobacco Road Live. (?)
- 10. Love Is All Around. 11.1976 Eric Burdon & War
- 11. Eric Burdon Sings the Animals Greatest Hits. 1994 Eric Burdon
- 12. Roxy Live. 1999 Eric Burdon Band

## Wideografia
- Live at the Coach House, October 17, 1998. 1999 Eric Burdon & the New Animals
- Don't Let Me Be Misunderstood. The Eric Burdon Band Live. (?)
- Finally... Eric Burdon and the Animals.
- Eric Burdon and War: The Lost Broadcasts